# Segle VIII aC
El segle VIII aC és un període que dona inici a l'anomenada antiguitat clàssica primerenca, amb l'ascens de grecs i romans i una nova centralitat mediterrània que aniria creixent en segles posteriors. El poble que domina encara, però, és l'assiri.

## Política
Assíria arriba a la seva màxima expansió territorial amb la conquesta d'Israel i els pactes de vassallatge de diversos pobles orientals, així com un comerç creixent amb l'Índia. El seu rei Sargon II disminueix les tensions internes entre el nord i el sud, fet que ajuda a concentrar-se en les guerres exteriors.
Al Mediterrani es produeix la fundació de Roma el 753 aC (data mítica) dins la zona dominada pels etruscs i augmenta el poder de Grècia, les dues futures potències de la cultura clàssica. Pigmalió (fill de Belos) incrementa les relacions de Tir amb els pobles mediterranis. Cal destacar també la puixança del Regne de Lídia. La dinastia XXV d'Egipte, d'origen nubi, no va aconseguir aturar la decadència en què es trobava Egipte, assetjat per diversos pobles fronterers i amb enormes despeses administratives.
La Xina continua sota el poder de la Dinastia Zhou, la qual trasllada la capital a Luoyang per fugir dels atacs repetits dels pobles bàrbars de l'oest. Els medes van instal·lar-se a l'Iran.

## Economia i societat
Els vaixells grecs incrementen el comerç mediterrani, amb l'establiment de colònies comercials als ports que més visiten. Grècia continua sent una sèrie de ciutats estat sense una unificació política però augmenten els pactes de tributs, aliances de pau i intercanvis entre elles, fet que incrementa la similitud cultural i el sentiment de pertinença. Els Jocs Olímpics de l'antigor, celebrats per primer cop el 776 aC, van contribuir decisivament a aquesta progressiva unió.
A Amèrica, pobles inuit s'instal·len a Grenlandia i zones del Canadà, amb l'establiment d'habitatges semisubterranis que permeten fer front a les baixes temperatures. Aquests habitatges formen petits campaments que es relacionen amb d'altres propers pels intercanvis comercials, que es fan en trineus.

## Invencions i descobriments
Els romans van crear un calendari que començava a comptar els anys des de l'any 753 aC, quan Ròmul i Rem, descendents d'Enees, van fundar Roma. Les dates s'indicaven aleshores des d'aquell moment, amb l'expressió Ab urbe condita. A Egipte conviu l'escriptura jeroglífica amb l'egipci demòtic, que usa un alfabet com la resta de pobles de la regió, un sistema més senzill d'aprendre i transmetre. La cultura zapoteca, a Amèrica, va experimentar també amb noves formes d'escriptura. Els xinesos van començar a enregistrar amb precisió el fenomen de l'eclipsi de Sol.

## Art, cultura i pensament
Comencen a escriure's els upanixad, que codifiquen els rituals vèdics i confirmen el poder sacerdotal a la societat índia. En aquesta època viu el rei Mides I, a qui la llegenda associa amb la cobdícia i que ha esdevingut una icona cultural. Els assiris construeixen diverses ciutats farcides de monuments i palau per glorificar els seus monarques i déus protectors. Destaquen les esteles gravades de Nínive, que esdevindria la capital assíria al final de segle.
Sens dubte la figura més destacable del període és Homer, qui suposadament va viure durant el segle viii aC. Les controvèrsies sobre la cronologia de l'autor i de les seves obres èpiques principals no permeten, però, assegurar-ho.